# Julie Wohryzek

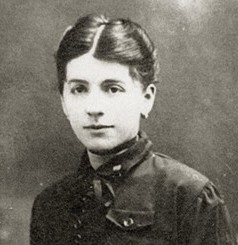
Julie Wohryzková

Julie Wohryzek (* 28. Februar 1891 in Prag; † 26. August 1944 in Auschwitz) war eine Verlobte Franz Kafkas.

## Leben
Julie Wohryzeks Vater Eduard Wohryzek (1864–1928) stammte aus einer Kaufmannsfamilie. Er war Schlachter, führte ein Lebensmittelgeschäft und war später Schammes der Synagoge im Prager Vorort Königliche Weinberge. Die Mutter Mina, geborene Reach (geb. 1869), stammte aus Pest.
Sie hatte zwei Schwestern, Käthe (geb. vor 1891, deportiert 1942) und Růžena (1895–1939), sowie einen Bruder Wilhelm. Nach dem Abschluss einer Handelsausbildung war sie Büroangestellte und später Prokuristin.
Franz Kafka war von 1919 bis 1920 Julie Wohryzeks zweiter Verlobter; ihr erster Verlobter, ein überzeugter Zionist, war als Soldat im Ersten Weltkrieg getötet worden. Briefe zwischen Franz Kafka und Julie Wohryzek sind nicht erhalten, lediglich ein langer Brief Franz Kafkas an ihre Schwester Käthe. Die für November 1919 geplante Heirat wurde von Franz Kafkas Eltern strikt abgelehnt, offenbar aufgrund von Gerüchten über Julie Wohryzeks sexuelle Freizügigkeit. Im Juli 1920 löste Franz Kafka die Beziehung auf, da er mit Milena Jesenská liiert war.
Franz Kafka schreibt Folgendes über Julie Wohryzek an Max Brod: „Eine gewöhnliche und eine erstaunliche Erscheinung. Nicht Jüdin und nicht Nicht-Jüdin, nicht Deutsche, nicht Nicht-Deutsche, verliebt in das Kino, in Operetten und Lustspiele, in Puder und Schleier, Besitzerin einer unerschöpflichen und unaufhaltbaren Menge der frechsten Jargonausdrücke, im ganzen sehr unwissend, mehr lustig als traurig – so etwa ist sie.“
1921 heiratete Julie Wohryzek den Bankprokuristen Josef Werner, mit dem sie einige Jahre zunächst in Bukarest, dann erneut in Prag lebte. Ab März 1939 war Gesamttschechien von den Deutschen besetzt. Sie wurde von der deutschen Besatzungsmacht nach Auschwitz deportiert und dort am 26. August 1944 ermordet.